# Darou Khoudoss
Darou Khoudoss ist sowohl der Fläche als auch inzwischen der Einwohnerzahl nach die größte Gemeinde (commune) im Département Tivaouane der Region Thiès, gelegen im zentralen Westen Senegals. Sie besteht aus dem namensgebenden Hauptort (chef-lieu) sowie weiteren Dörfern (villages) und Weilern (hameaux).

## Geographische Lage
Das Gemeindegebiet von Darou Khoudoss erstreckt sich über 60 Kilometer weit entlang der Grande-Côte und reicht über den Gürtel der Küstendünen weit in die dahinter liegenden fruchtbaren Feuchtgebiete der Zone des Niayes. Zudem wurden hier Lagerstätten von abbauwürdigen Bodenschätzen entdeckt. Darou Khoudoss legt sich als Kragengemeinde eng um die Stadt Mboro, den früheren Hauptort des Gebietes. Der neue Hauptort liegt der Stadt direkt südlich benachbart. Er ist zehn Kilometer von der Küste entfernt und liegt 17 Kilometer nordnordwestlich der Départementspräfektur Tivaouane sowie 80 Kilometer nordöstlich von Dakar. Das Gemeindegebiet hat eine Fläche von 612,00 km². Benachbarte Kommunen sind im Uhrzeigersinn Thieppe und Diokoul Diawrigne im Norden, Kab Gaye und Méouane im Osten, und im Süden Taïba Ndiaye sowie Notto Gouye Diama.

## Geschichte
Im Jahr 2002 wurde die Landgemeinde communauté rurale de Mboro, die neben vielen anderen Ortschaften auch Darou Khoudoss umfasste, aufgelöst, weil ihr Hauptort Mboro aus dem Umland herausgelöst wurde und den Status einer städtischen Gemeinde (commune) erhielt. Das Umland erhielt nach dem neuen Hauptort den Namen communauté rurale de Darou Khoudoss. Im Jahr 2014 erhielt Darou Khoudoss, wie in Senegal alle communautés rurales, den landesweit einheitlichen Status einer Gemeinde (commune).
An der Grande-Côte wurden im Rahmen der nordafrikanischen Initiative Afrikas Grüne Mauer im Sahel mit kanadischer Unterstützung auch die 60 Kilometer Küstendünen von Darou Khoudoss großflächig durch Bepflanzung mit Filao (Schachtelhalmblättrige Kasuarine) stabilisiert und vor Erosion durch die Meereswinde geschützt.

## Bevölkerung
Die letzten Volkszählungen ergaben jeweils folgende Einwohnerzahlen:
| Jahr | Einwohner |
| ---- | --------- |
| 2002 | 39.684    |
| 2013 | 53.431    |
| 2023 | 104.346   |

## Wirtschaft und Verkehr
Ursprünglich waren die Haupterwerbszweige im Gemeindegebiet der Gartenbau und die Küstenfischerei. Hinzu kam wegen der Küstennähe der Tourismus, namentlich in Mboro-sur-Mer und Lompoul-sur-Mer.
Östlich des Hauptortes Darou Khoudoss wurden umfangreiche Lagerstätten an hochwertigem Phosphaterz entdeckt. 1960 begann der Phosphatabbau im Tagebau, seit 1976 durch das Unternehmen Industries chimiques du Sénégal (ICS). Abbaugebiet und Abraumhalden bedecken im Umkreis mehr als 50 Quadratkilometer. Für den Abtransport des abgebauten Phospatgesteins mit eigenen Lokomotiven und Waggons erhielten die Werksanlagen der ICS von Tivaouane her einen 17 Kilometer langen Gleisanschluss an die Eisenbahnstrecke Dakar–Saint-Louis. Zu den Werksanlagen gehört auch eine Phosphorsäureproduktion und ein Kohlekraftwerk.
Weiter nordöstlich enthalten die Küstendünen abbauwürdige Schwermineralseifen von Zirkon. Auf 20 Kilometer Länge wird zwischen Darou Fall Diogo und Lompoul-sur-Mer in den Küstendünen der Abbau von Zirkonsanden betrieben, seit 2022 durch die Grande Côte Opérations SA (GCO), ein Tochterunternehmen der französischen Eramet. Für den Abtransport der abgebauten Mineralsande wurde von Mékhé her ein 21 Kilometer langer Gleisanschluss an die Eisenbahnstrecke Dakar–Saint-Louis gelegt.
Dank der durch den Bergbau erzeugten Wirtschaftskraft mit vielen und gutbezahlten Arbeitskräften haben sich in der Gemeinde Darou Khoudoss Einwohnerzahl und Infrastruktur gut entwickelt.
Durch die Gemeinde Darou Khoudoss führt die seit 2012 als Nationalstraße klassifizierte N 8. Sie beginnt in Rufisque und verbindet bis Saint-Louis entlang der Küstenlinie der Grande-Côte die Ortschaften der Niayes im fruchtbaren Hinterland der Küstendünen miteinander. Ferner verbindet eine gut ausgebaute Regionalstraße als Querverbindung den Hauptort mit Tivaouane und der N 2. Eine weitere Querverbindung ist die ebenfalls neu klassifizierte N 9, die von Mékhé aus als Straßenbauprojekt das Minengebiet von Darou Fall Diogo passiert, wo sie die N8 kreuzt, dann gut ausgebaut in dem an der Grande-Côte gelegenen Küstenort Fass Boye den Atlantik erreicht und dort endet.